# Kullens Fyr
Kullens Fyr i det nordvestlige Skåne blev bygget i 1900. Fyret ligger cirka 78,5 meter over havet. Selve tårnet er 15 meter højt. Fyrtårnet er Sveriges næstældste og Skandinaviens kraftigste fyrtårn i et af verdens mest trafikerede farvande. Lyset fra fyret kan ses i cirka 50 kilometers afstand.
Kullens Fyr markerer sammen med Nakkehoved Fyr på Sjælland de to sider af den nordlige indsejling til Øresund.
Fyret er åbent for besøgende. Tæt ved fyret ligger en lille naturpark med information om Kullens natur.